# Stora Daurerska huset

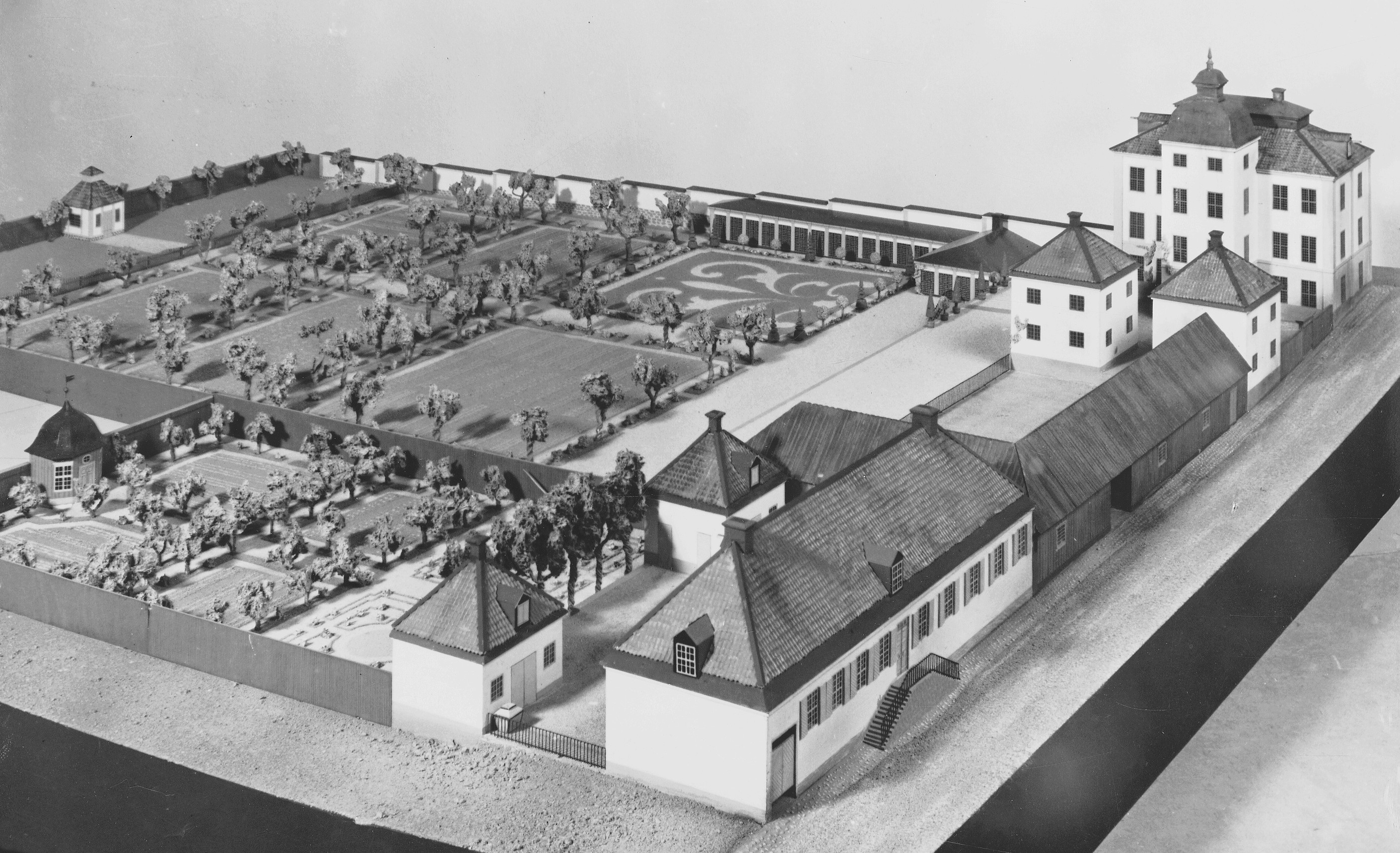
Stora och lilla Daurerska gårdens utseende omkring 1750 enligt en modell från Stadsmuseet i Stockholm.

Stora Daurerska huset, även kallat Daurerska malmgården, var en av Stockholms malmgårdar som ursprungligen låg i kvarteret Rosendal vid korsningen mellan dagens Hornsgatan och Bellmansgatan på Södermalm i Stockholm. Fastigheten ägdes 1679 av Wilhelm Böös Drakenhielm. Omkring 1690 igångsattes stenhusbygget. Byggherre var den holländske handelsmannen Heere van Santen.  I gårdens huvudbyggnad föddes Carl Michael Bellman den 4 februari 1740. 

## Historik

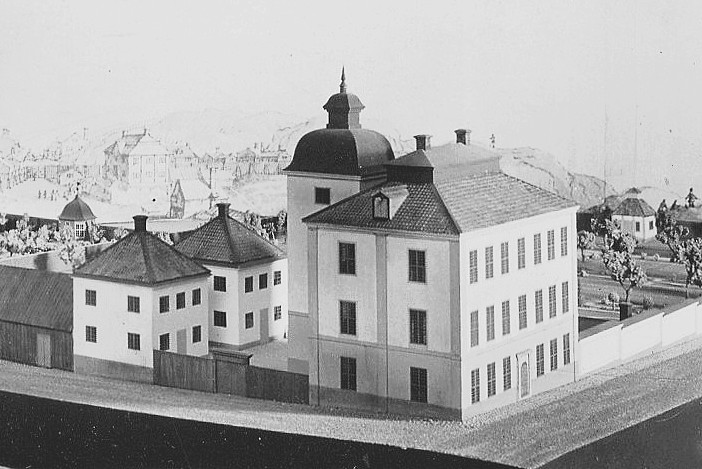
Stora Daurerska gården på 1750-talet.

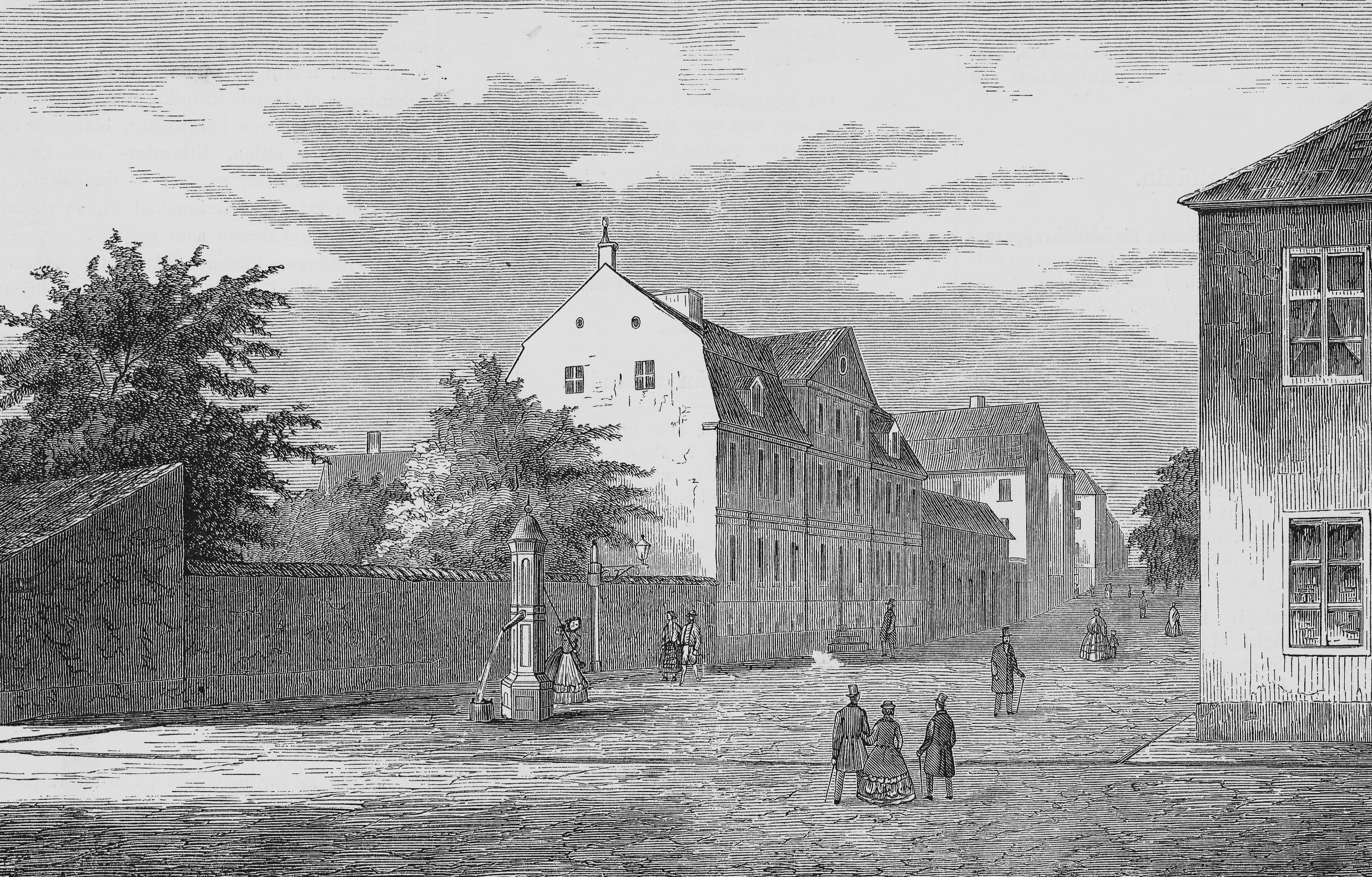
Lilla Daurerska gården här med 2½ våningar, 1850-talet. På illustrationen syns även pumpen som gav upphov till namnet Maria Brunnsgränd.

Namnet Stora Daurerska huset härrör från Jakob Daurer (1649–1713). Han hade valt att låta bygga sin malmgård på Mariabergets södra sluttning "för det goda klimatets skull". Böldpesten grasserade i slutet av 1710-talet och skördade tusen personer i veckan och de som hade råd byggde och flyttade utanför staden. 
Malmgården bestod av flera byggnader och en stor barockträdgård som upptog nästan hela kvarteret Rosendal större väster om Maria Magdalena kyrka. Bebyggelsen sträckte sig längs med dåvarande Björngårdsbrunnsgatan (nuvarande Bellmansgatan) och bestod av en huvudbyggnad kallad Stora Daurerska gården på tomtens nordöstra hörn. Den hade tre våningar under ett säteritak och ett torn på södra långsidan. I söder flankerades huvudbyggnaden av två kvadratiska flyglar i två våningar under ett pyramidtak. Sedan följde en stall- och uthuslänga och på tomtens sydöstra hörn stod Lilla Daurerska gården som bestod av en envåningslänga under ett valmat sadeltak. Även den hade två flyglar, dock mot trädgårdssidan.
Trädgården innehöll lusthus, ett stort orangeri med exotiska fruktträd, växter av alla slag, och köksväxter som var vanliga för den tiden. Efter Jacob Daurer övertog hans dotter Catarina Daurer (1664–1743) egendomen, när hon dog hade hon bott där i femtio år. Catarina Daurer var en mycket förmögen kvinna, som ägde flera fastigheter i staden. Catarina Daurer var farmors mor till Carl Michael Bellman, vars föräldrar flyttade till gården 1738, två år senare föddes skalden i huvudbyggnaden. 

### Husets vidare öden
Efter Catarina Dauers död flyttade familjen Bellman 1744 till Lilla Daurerska huset. Ungefär samtidigt flyttade Christopher Polhem in i huvudbyggnaden, och levde där till sin död 1751. I samband med Mariabranden 1759 brandskadades huvudbyggnaden svår och 1760 uppfördes en ny huvudbyggnad med samma volym och troligen på samma grund som den nedbrunna. Även stallängan förnyades, som förmodligen också uppgått i rök. De båda kubiska flygelbyggnaderna hade klarat sig och blev kvar. Byggherre var bankokommissarie Bernhard Henric Gottsman (eller Gotsman). 1763 lämnade familjen Bellman den Daurerska gården på grund av ekonomiska problem och flyttade till Årsta.
Gottsman ägde tomten åtminstone fram till 1764 då Nya Torget wid Hornsgatan (nuvarande Mariatorget) anlades och en tomtreglering mellan Gottsman och staden skedde. Efter 1769 ägdes egendomen av guldsmeden och hovgravören Per Suther som 1774 lät bygga den fastighet vid dåvarande Adolfs Fredriks torg, som kom att uppkallas efter honom: Sutherska huset.
År 1901 blev kvarteret Rosendal smalare när Hornsgatan breddades och tillsammans med Bellmansgatan schaktades ner till dagens nivå. De sista resterna av Daurerska malmgården revs och gjorde plats för nya hyreshus ritade av bland annat arkitektfirman Hagström & Ekman.